# 天主教內羅畢總教區
天主教內羅畢總教區（拉丁語：Archidioecesis Nairobiensis）是肯亞一個羅馬天主教教省總教區，下轄五個教區。
1860年2月26日設桑吉巴宗座監牧區，1887年11月16日監牧區一分為二，北部首先升為宗座代牧區。1953年3月25日升為總教區。
緦教區範圍包括內羅畢和周邊地區，2004年有教友1,228,100人（佔轄區總人口30.5%）、九十個堂區、478名司鐸。現任總主教為若望·恩居埃樞機。